# Ford GT (2016)
La Ford GT, chiamata anche GT II o GT MkII, è un'automobile ad alte prestazioni prodotta dalla casa automobilistica statunitense Ford dal 2016.

## Caratteristiche tecniche

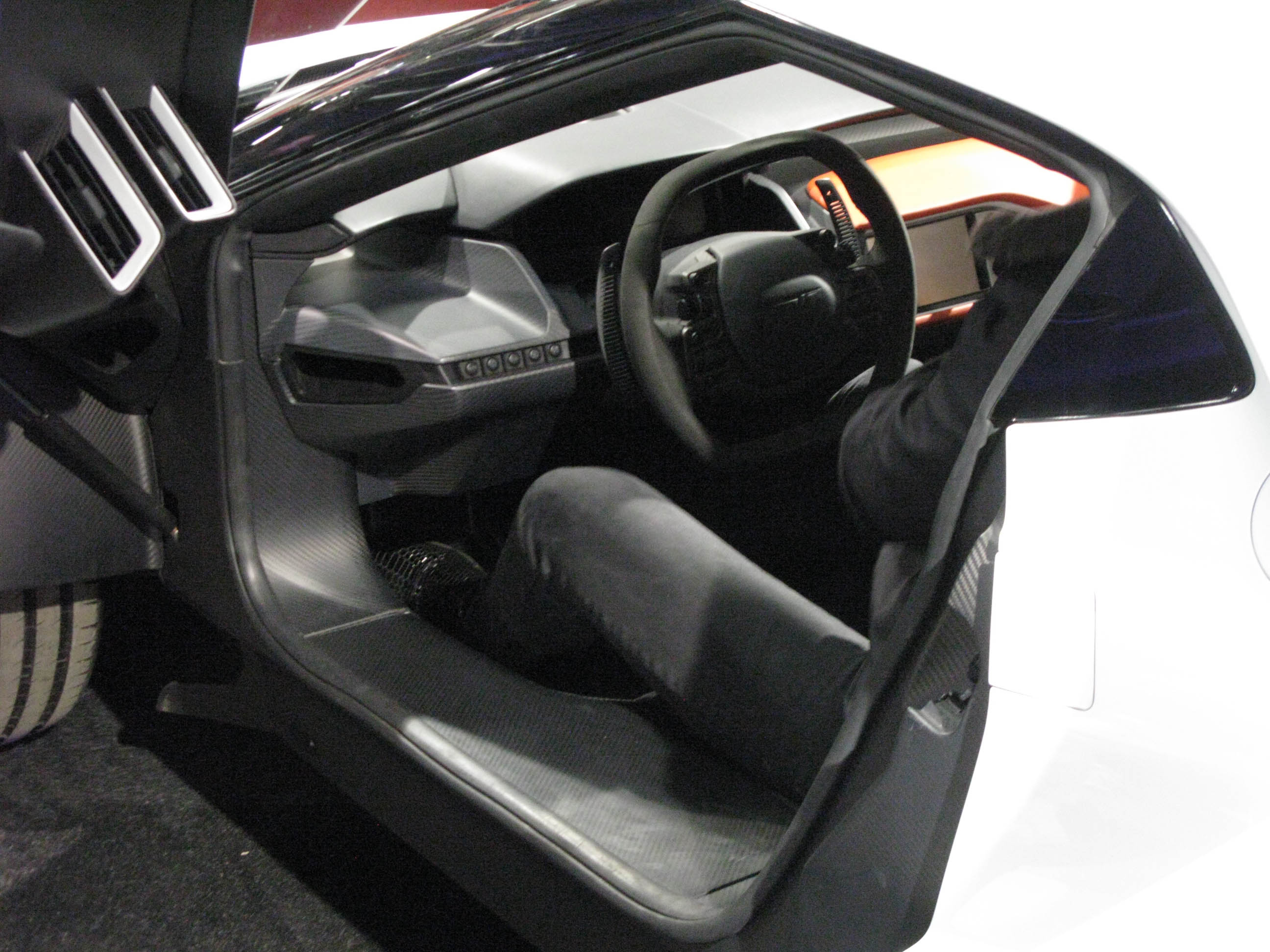
Interni

Al North American International Auto Show del 2015 e alla presentazione del videogioco Forza Motorsport 6, dopo 9 anni viene presentata la nuova generazione della Ford GT, in concomitanza con i 50 anni da quando la GT40 ha vinto la 24 Ore di Le Mans del 1966. La nuova GT è una vettura completamente nuova nata da un foglio bianco che non ha nulla in comune con la passata e omonima sportiva prodotta nel biennio 2004-2006.
La nuova GT si differenzia dalle antenate GT e GT40 per avere abbandonato il V8 in favore di un propulsore con architettura più piccola, per avere minori ingombri sia di massa che di volume.
La macchina è alimentata da un 3.5 litri biturbo EcoBoost con architettura V6 che sviluppa 656 CV (483 kW) di potenza. Il telaio, il corpo vettura e gran parte dei componenti sono realizzati in fibra di carbonio. 

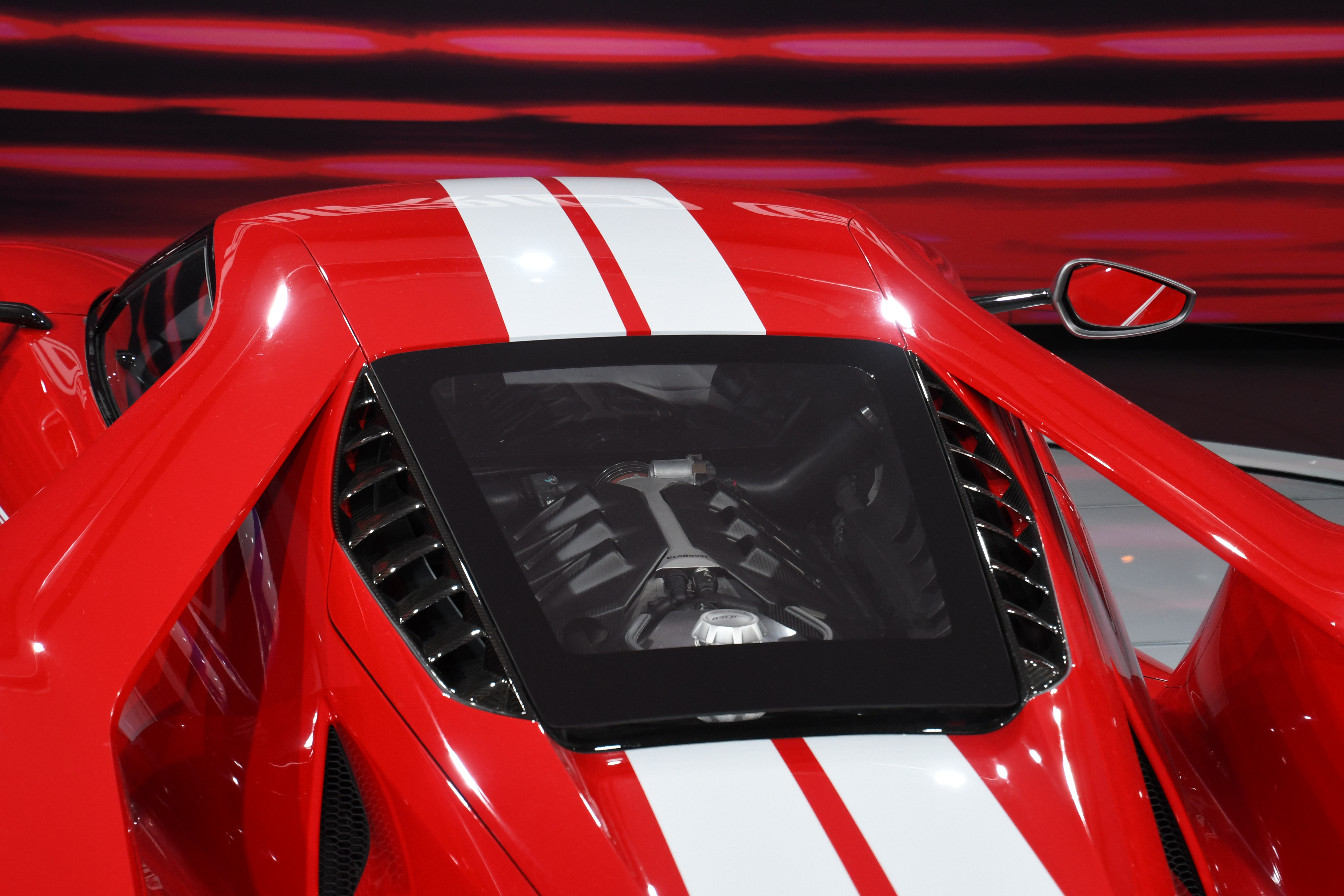
Dettaglio del motore

A costituire la GT è una inedita monoscocca in fibra di carbonio imbullonata a dei piccoli telai in alluminio nella parte anteriori e posteriori e da una carrozzeria anch'essa rivestita con pannelli in fibra di carbonio. La vettura dispone anche di sospensioni push-rod ispirati alle corse, aerodinamica attiva, e porte ad apertura a farfalla. Il parabrezza del veicolo è costituito da un vetro Gorilla Glass prodotto dalla Corning, utilizzati di solito per gli schermi degli smartphone. Il vetro Gorilla Glass è utilizzato per ridurre il peso del veicolo, consentendo di avere un parabrezza più sottile ma con la stessa resistenza. L'abitacolo e gli interni si caratterizzano per avere il sedile del guidatore fisso ed imbullonato direttamente alla scocca per ridurre il peso, il volante e i pedali regolabili e le portiere ad apertura ad ali di farfalla.

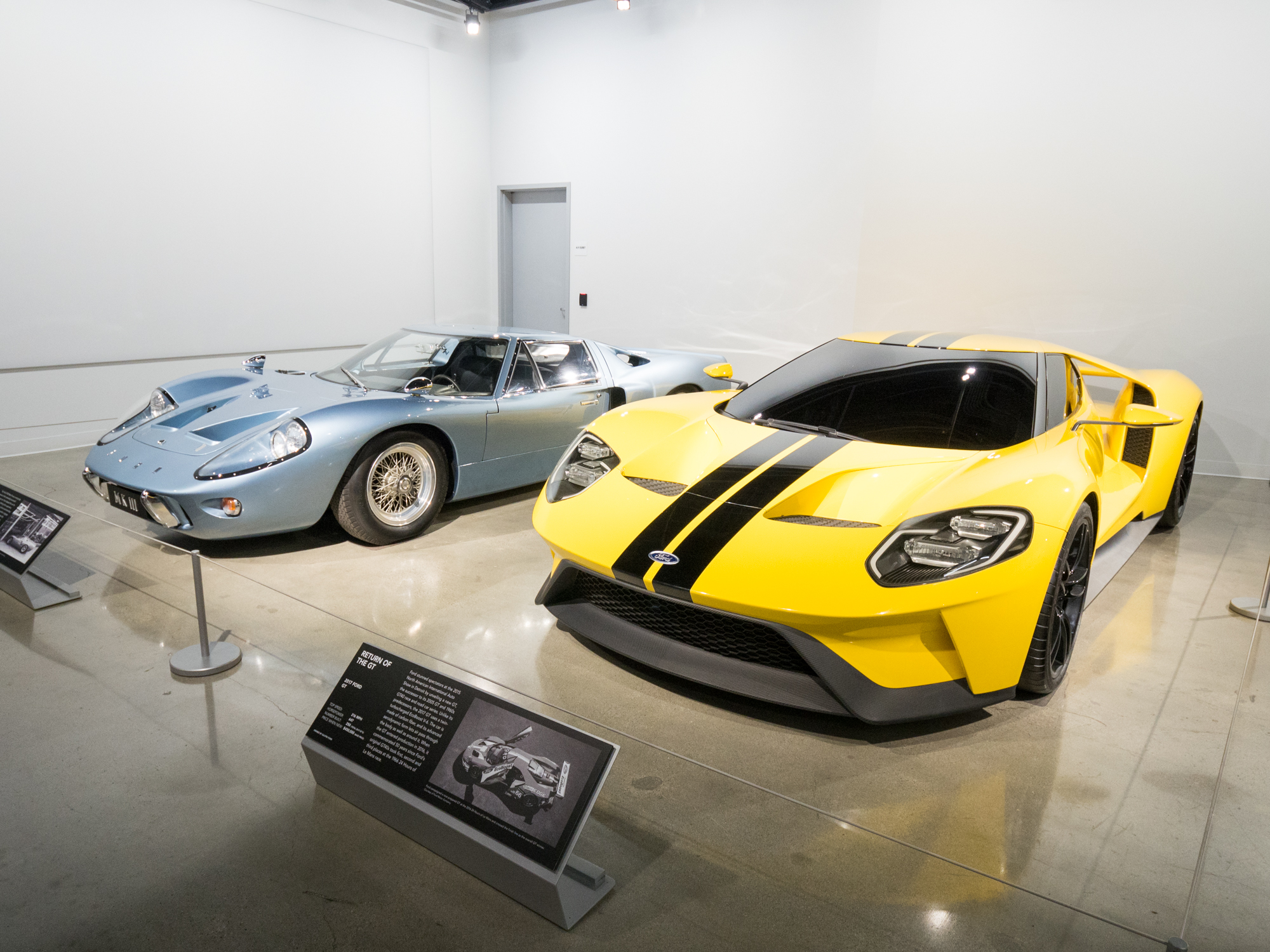
A sinistra una GT40 e a destra una GT II

Inoltre la vettura non è più "Made in USA" e non viene realizzata direttamente dalla casa dell'ovale blu in un suo stabilimento di proprietà. 
Inizialmente nei piani aziendali, la Ford prevedeva di costruire solo 500 esemplari della GT, di cui 250 unità all'anno, attraverso la società canadese Multimatic nell'impianto di Markham nell'Ontario. A seguito dell'elevato numero di ordini e richieste, Ford ha annunciato dapprima la produzione di ulteriori 500 esemplari, il doppio di quelle previste inizialmente, che sono stati prodotti in lotti da 250 auto all'anno. Nell'ottobre 2018 ha annunciato ulteriori 350 esemplari rispetto a quelli previsti originariamente, per un totale di 1350.

## Evoluzione
Agli inizi di febbraio 2020, la Ford GT ha ricevuto una serie di piccoli aggiornamenti che hanno introdotto diverse modifiche e migliorie meccaniche. Il motore EcoBoost V6 da 3,5 litri è stato potenziato a 670 CV (492 kW) grazie a nuovi pistoni, bobine di accensione più potenti e a una nuova messa a punto che migliora l'erogazione della curva di coppia. La GT aggiornata viene inoltre dotata di serie di un nuovo sistema di scarico in titanio sviluppato dalla Akrapovič, che consente di risparmiare 4 kg rispetto allo scarico originale. Inoltre la rigidità delle sospensioni in modalità Track è stata ulteriormente aumentata ed è stato modificato il flusso d'aria di raffreddamento che transita nei passaruota, migliorandolo grazie ad un nuovo design delle prese d'aria.

## Edizioni speciali

### GT Mk II
Il 4 luglio 2019 al Goodwood Festival of Speed la Ford ha presentato una versione speciale denominata GT Mk II, in omaggio alla vettura da corsa GT40 Mk II che vinse la 24 Ore di Le Mans del 1966.
La GT Mk II presenta molteplici e significative modifiche rispetto alla vettura stradale, che ne aumentano le doti dinamiche in pista. Il motore EcoBoost V6 da 3,5 litri è stato potenziato erogando 710 CV (522 kW), grazie a una nuova presa d'aria montata sul tetto e a nuovi intercooler. Per ridurre il peso, sono stati rimossi il sistema che regola l'altezza da terra e l'interno è stato spogliato e reso più spartano, limando circa 91 kg rispetto alla versione stradale. Lo spoiler posteriore attivo è stato sostituito da una ala fissa più grande, che in combinazione con un diffusore più ampio e nuovi elementi aerodinamici aumentano del 400% il carico aerodinamico. La GT Mk II utilizza ruote da 19 pollici più piccole e pneumatici da corsa slick Michelin Pilot Sport GT, mantenendo i freni carboceramici della GT standard.
Come conseguenza di queste modifiche, la GT Mk II non è più omologata per la circolazione su strada. Ne sono previsti solo 45 esemplari, che non vengono venduti dalla Ford, ma direttamente dalla Multimatic.

## Attività sportiva

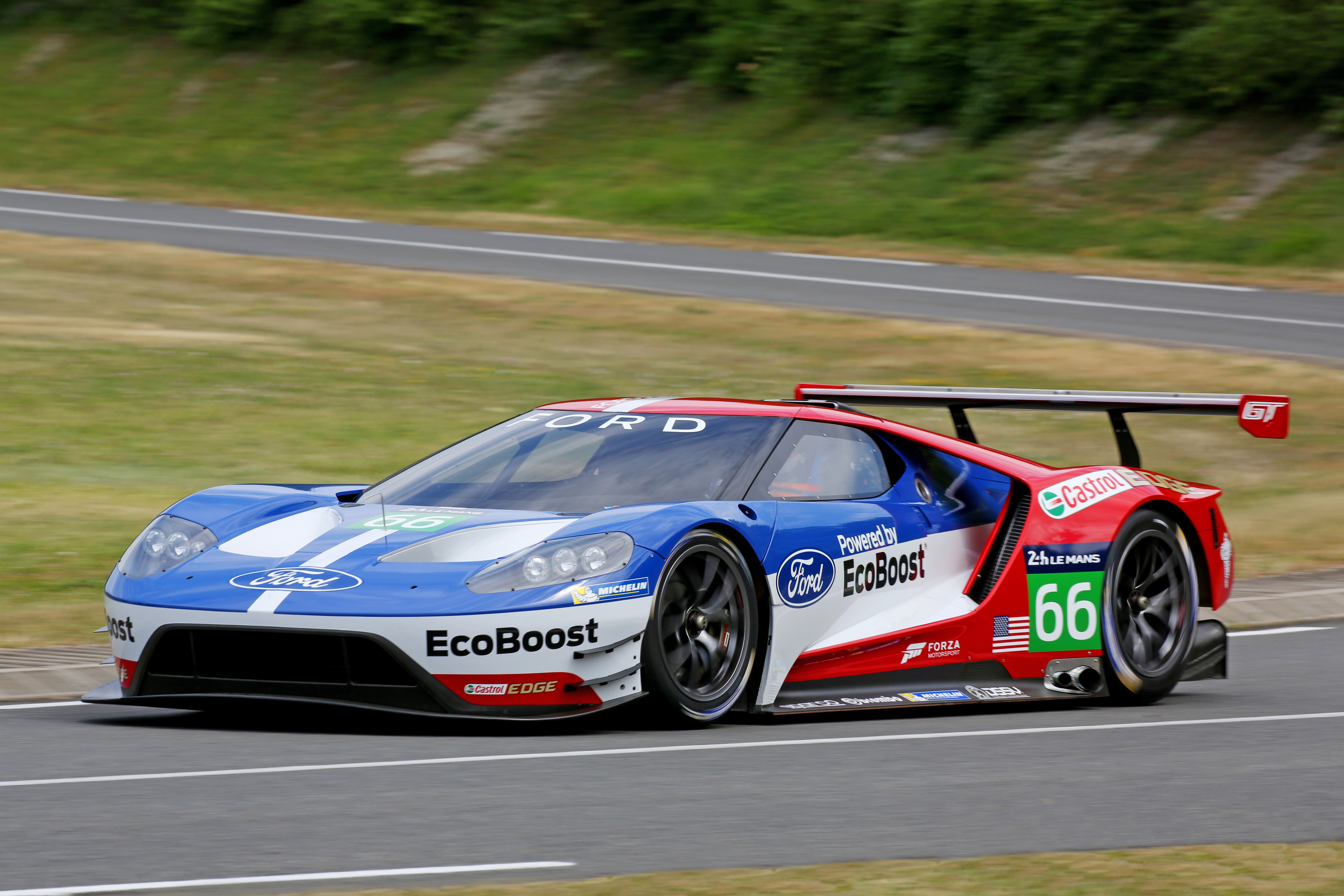
La Ford GT GTE-Pro che partecipò alla 24 Ore di Le Mans nel 2016

Il 12 giugno 2015, a Le Mans, la Ford annunciò il suo ritorno nella 24 Ore di Le Mans 2016 con quattro auto, gareggiando con la scuderia privata Ford Chip Ganassi Racing. Il team avrebbe gareggiato sia nell'IMSA WeatherTech SportsCar Championship che nel campionato del mondo endurance. L'auto debuttò alla 24 Ore di Daytona 2016 il 30 e 31 gennaio terminando la gara in 7ª e 9ª posizione nella sua classe.
Il 19 giugno 2016, la Ford GT #68 del Ford Chip Ganassi Racing finì 1ª nella classe GTE-Pro alla 24 Ore di Le Mans 2016; la vittoria arrivò 50 anni dopo quella nella 24 Ore di Le Mans nel 1966, quando arrivò 1ª, 2ª e 3ª con la Ford GT40. Nella 6 Ore del Fuji 2016 e nella 6 Ore di Shanghai 2016, le Ford GT finirono 1ª e 2ª, con la #67 vincendo entrambe le gare e la #66 arrivando seconda. Nella gara d'apertura del campionato del mondo endurance 2017, la #67 ne uscì vincitrice. Due gare dopo, il 19 giugno 2017, la Ford GT #67 del Chip Ganassi Racing arrivò seconda alla 24 Ore di Le Mans nella classe GTE-Pro, dietro la vincente Aston Martin V8 Vantage GTE.